# 은 (시호)
은(隱)은 시호에 쓰이는 글자다. 《일주서》 〈시법해〉에는 불현시국(不顯尸國: 드러나지 않고 나라를 다스리다), 위불불성(違拂不成: 일이 어긋나서 뜻을 이루지 못하다), 회정부진(懷情不盡: 품고 있는 마음을 다하지 않다)을 일컫는다 한다.

## 은황제
- 한 은제 (유찬)
- 후한 은제 (유승우)
- 북요 은제 (야율정)

## 은왕
- 동주 은왕(난왕)
- 전한 조 은왕 유여의
- 서진 초 은왕 사마위
- 후량 은왕(여소)

## 은공
- 기 은공
- 노 은공
- 등 은공
- 조 은공
- 주 은공